# Brian Joubert
Pour les articles homonymes, voir Joubert.
Brian Joubert (né le 20 septembre 1984 à Poitiers), est un patineur artistique français. Il est champion du monde de la discipline en 2007, titre remporté à Tokyo (Japon).
Outre ce titre majeur, il est également trois fois vice-champion du monde (2004, 2006, 2008), trois fois champion d'Europe (2004, 2007, 2009) et huit fois champion de France (de 2003 à 2008 et 2011 à 2012),
Il détient également le record du nombre de médailles aux championnats du monde et d'Europe du patinage moderne post-Seconde Guerre mondiale (16 médailles).
Le 14 février 2014, lors des Jeux olympiques de Sotchi, où il ne remporte aucune médaille, il annonce qu'il met fin à sa carrière.

## Biographie

### Enfance
Brian Joubert est né à Poitiers en 1984. Son père Jean-Michel est conducteur d'engin dans les travaux public, sa mère, Raymonde, est aide-maternelle. À sa naissance, Brian pèse 4,5 kilogrammes pour cinquante-six centimètres, mais ne cesse de perdre du poids les jours suivants. Ce n'est que onze mois plus tard que les médecins s'aperçoivent que Brian souffre d'un staphylocoque qu'il a attrapé à la maternité. L'ablation de l'un de ses reins entièrement rongé est alors indispensable. Cela ne l'empêche pas de commencer à patiner dès l'âge de 4 ans en suivant ses deux sœurs aînées à la patinoire.
Il participe même à sa première compétition dès 5 ans, à Joué-lès-Tours, où il est le seul garçon à patiner. Habillé en Arlequin, il oublie totalement la chorégraphie et improvise sa première prestation sans paniquer. Pratiquant également le hockey-sur-glace, Brian se concentre très vite sur le patinage artistique à partir de six ans, un sport qu'il aime beaucoup et dans lequel il prend de plus en plus de plaisir. Il commence à pratiquer la danse sur glace, mais se dirige rapidement vers le patinage artistique individuel car il est fasciné par les sauts. C'est son premier entraîneur Véronique Guyon qui l'a remarqué et encouragé au Lycée Camille-Guérin à Poitiers à poursuivre le patinage. En l'an 2000, il devient champion de France espoir et vice-champion de France junior. En 2001, il n'est plus que quatrième aux championnats de France junior.

### Saison 2001/2002
2001-2002 est la première saison où Brian se fait connaître auprès du grand public pour ses résultats. Il choisit de patiner sur la musique Mexican Hat Dance pour son programme court et la musique du film The Mission pour son programme long. Après avoir remporté le masters en septembre, et s'être classé neuvième au Skate America en octobre, il monte pour la première fois sur le podium des championnats de France à Grenoble en se classant troisième, derrière Gabriel Monnier et Frédéric Dambier.
Décrochant ainsi son billet pour les championnats d'Europe de janvier 2002 à Lausanne, il obtient la médaille de bronze dès sa première participation, derrière les russes Alexei Yagudin et Aleksandr Abt. Sur cette compétition européenne, Brian a été le premier patineur français devant Frédéric Dambier (5e) et le champion de France Gabriel Monnier (10e). Cet excellent résultat va lui permettre de représenter la France aux Jeux olympiques d'hiver de février 2002 à Salt Lake City. Il participe ainsi à ses premiers Jeux olympiques et y conquiert une honorable quatorzième place, loin derrière son idole Aleksey Yagudin, le nouveau champion olympique. Aux championnats du monde de mars 2002 à Nagano, pour ses premiers mondiaux, il obtient la treizième place.

### Saison 2002/2003
En 2002-2003, Brian patine sur "Time" des Pink Floyd pour son programme court et sur la musique du film Les Incorruptibles pour son programme long. Il commence lentement sa nouvelle saison en ne prenant que la troisième place des masters de septembre, mais réagit rapidement en remportant le skate America le mois suivant, le premier Grand-Prix ISU qu'il remporte depuis le début de sa carrière. En novembre, il ne réussit pas à concrétiser sa victoire aux États-Unis, et ne finit qu'à la cinquième place du Trophée de France. Il remporte toutefois les championnats de France de décembre à Asnières-sur-Seine, devant Stanick Jeannette et Frédéric Dambier.
Aux championnats d'Europe de janvier 2003 à Malmö, il monte d'une marche sur le podium par rapport à l'année passée et devient vice-champion d'Europe à 18 ans. En février/mars, qualifié pour sa première finale du Grand-Prix, il obtient la médaille de bronze de la compétition, organisée à Saint-Pétersbourg. Quelques jours plus tard, aux championnats du monde de mars 2003 à Washington, les résultats de Brian sont en constante progression puisqu'il rentre dans le top 10 mondial en obtenant la sixième place.

### Saison 2003/2004

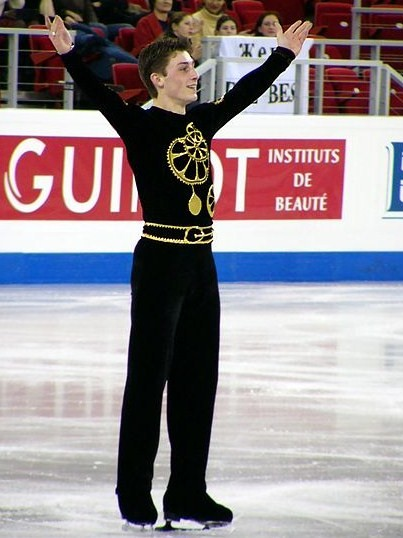
Brian Joubert au programme court des championnats d'Europe 2004 à Budapest

En 2003-2004, il s'adjoint les services du champion olympique russe Aleksey Yagudin pour le conseiller. Il quitte également Véronique Guyon, son entraineur de toujours pour Laurent Depouilly. Son programme court est le même que l'année précédente, son programme libre est basé sur la bande originale du film Matrix (notamment Clubbed to Death de Rob D et Spybreak de Propellerheads). Il gagne les masters de Colmar pour commencer sa saison, termine deuxième de la première Coupe de Chine mais ne prend que la quatrième place du Trophée Lalique. Ces résultats ne lui permettent pas d'être qualifié pour la finale du Grand-Prix ISU organisée à Colorado Springs. En décembre, il conserve son titre de champion de France élite à Briançon, devant Frédéric Dambier et Stanick Jeannette.
Aux championnats d'Europe de février 2004 à Budapest, il conquiert le titre face au russe Evgeni Plushenko. C'est le premier français à obtenir ce titre européen depuis quarante ans, depuis la dernière victoire d'Alain Calmat en 1964 à Grenoble. Quelques semaines plus tard, il y a inversion des rôles puisque Brian est vice-champion du monde à Dortmund lors des championnats du monde de mars 2004 derrière ce même Evgeni Plushenko. Brian passe ensuite l'été à Simsbury, entraîné par Laurent Depouilly, Alexeï Iagoudine et d'autres.

### Saison 2004/2005
En 2004-2005, Brian patine son programme court sur une musique du Blue Men Group (notamment Exhibit 13, Above, et Time to Start) et son programme libre sur la bande originale du film 1492 : Christophe Colomb (1492: Conquest of Paradise). Après un début de saison aux masters de septembre où il se classe troisième, Brian décide de revoir entièrement la composition de son programme libre. Le mois suivant, il connaît sa seconde victoire au Skate America et une deuxième place au Trophée Bompard de novembre. De nouveau champion de France à Rennes pour la troisième fois, devant Frédéric Dambier et Samuel Contesti, il ne prend que la cinquième place de la finale du Grand-Prix ISU à Pékin.
Quelques jours plus tard, il décide de quitter son entraîneur Laurent Depouilly en janvier 2005 pour retrouver son premier entraîneur Véronique Guyon, juste une semaine avant les championnats d'Europe de janvier 2005 à Turin. Malgré ce changement précipité, il est vice-champion européen derrière le russe Evgeni Plushenko. Aux championnats du monde de mars 2005 à Moscou, il va redescendre du classement mondial en ne prenant qu'une étonnante sixième place. La mauvaise prestation qu'a présentée Brian a sans doute été provoquée par l'abandon de son principal rival Evgeni Plushenko après le programme court, qui lui ouvrait ainsi les portes de la médaille d'or. Après l'annonce de l'abandon du russe, Brian n'a semble-t-il pas réussi à gérer la pression et une chute sur un saut au début de son programme libre va le déstabiliser tout au long de son programme et le faire tomber plusieurs fois. En juin 2005, il quitte à nouveau Véronique Guyon pour préparer la saison olympique à venir avec un entraîneur russe, Andrei Berezintsev.

### Saison 2005/2006
En 2005-2006, Brian a pour seul objectif, avoué depuis toujours : devenir le champion olympique qu'il a toujours rêvé d'être. Son programme court est fondé sur une musique de "James Bond" et son libre sur "Lord of the Dance", tous deux chorégraphiés par Nikolai Morozov. La saison commence en septembre par les Masters français à Reims qu'il remporte. Il participe ensuite aux épreuves du Grand-Prix ISU où il obtient une médaille de bronze au Skate America en octobre et une médaille d'argent au Trophée Bompard en novembre. Néanmoins, cela ne lui permet pas d'être qualifié pour la finale du Grand-Prix ISU organisée à Tokyo. Le mois suivant, il continue de dominer le patinage français masculin en conservant pour la quatrième fois son titre de champion de France à Besançon, devant Samuel Contesti et Alban Préaubert.
Brian participe ensuite aux championnats d'Europe de janvier 2006 qui sont organisés en France à Lyon, dernière compétition de préparation avant les Jeux olympiques. Il rétrograde d'une place et ne peut faire mieux que troisième, derrière Evgeni Plushenko et Stéphane Lambiel.
Aux Jeux olympiques d'hiver de février 2006 à Turin, sans doute stressé par l'évènement, il prend la quatrième place à l'issue du programme court mais rate complètement son programme libre qui était très ambitieux puisqu'il avait prévu de réaliser deux quadruples sauts et deux triples Axel. Il termine sixième de la compétition.
Il se réhabilite lors des championnats du monde de mars 2006 à Calgary, où il décide de changer son programme libre qu'il juge trop difficile à exécuter, et de reprendre son libre de "Matrix" de la saison 2003/2004. Ce programme libre lui a permis de conquérir son premier titre européen et de devenir vice-champion du monde pour la première fois en 2004. Après une troisième place de son groupe de qualifications, il remporte le programme court et finit second du libre, le classant pour la seconde fois de sa carrière vice-champion du monde. En fin de saison, Brian s'octroie les services du Canadien Kurt Browning pour préparer les programmes de la saison à venir, tout en conservant son entraîneur Andrei Berezintsev jusqu'en juillet 2006.

### Saison 2006/2007

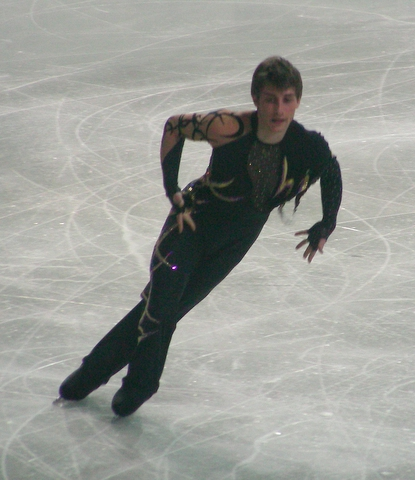
Programme long Apocalyptica aux championnats d'Europe de janvier 2007 à Varsovie.

En 2006-2007, Brian s'attache les services d'un nouvel entraîneur en septembre, l'ancien champion français Jean-Christophe Simond, qui est un spécialiste technique de niveau international pour le nouveau système de jugement. Brian reprend son court sur James Bond et patine un nouveau programme libre basé sur la musique du quatuor à cordes finlandais Apocalyptica (reprise de Metallica). En début de saison, il remporte les Masters de Clermont-Ferrand ainsi que le Trophée Bompard à Paris et la Coupe de Russie à Moscou où il établit un nouveau record personnel grâce à un programme libre ponctué de trois quadruples sauts (un record européen), se qualifiant ainsi pour la finale du Grand-Prix ISU à Saint-Pétersbourg qu'il remporte également. En décembre, il conserve son titre de champion de France à Orléans pour la cinquième année consécutive, devant Yannick Ponsero et Samuel Contesti.
Lors des championnats d'Europe de janvier 2007 à Varsovie, il continue sur sa lancée et devient une nouvelle fois champion d'Europe. En février, Brian se fait une blessure au pied pendant un entraînement. Il doit subir aussitôt une opération avec points de suture, un mois avant les mondiaux qui se préparent. Brian se présente aux championnats du monde de mars 2007 à Tokyo. Il devient alors champion du monde pour la première fois de sa carrière, en pulvérisant son meilleur score personnel au-delà de 240 points, et se présente à la cérémonie protocolaire du podium mondial en étant extrêmement ému. Brian Joubert clôt cette saison en étant resté pour la première fois invaincu tout au long de l'année. Il poursuit ensuite en participant à la tournée de Stars sur glace en compagnie de l'équipe de France de patinage, et choisit de patiner sur la chanson Love Is All de Roger Glover.

### Saison 2007/2008

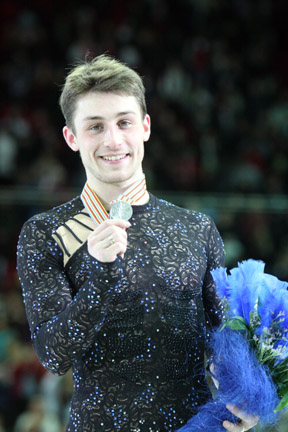
Sur le podium des championnats du monde en mars 2008 à Göteborg en Suède avec la médaille d'argent

En 2007-2008, Brian participe aux Masters de Courbevoie fin septembre où il remporte la 1re place du podium où il présente son nouveau programme court sur la musique All for you mais conserve son programme libre sur Apocalyptica. Il poursuit son début de saison en remportant le Skate Canada début novembre, mais doit déclarer forfait pour le Trophée Bompard de mi-novembre à cause d'un virus qui l'aurait très fortement affaibli. Ce forfait l'exclut d'office pour la finale du Grand-Prix ISU organisée à Turin. Malgré ces soucis de santé, il conquiert en décembre son sixième titre national consécutif à Megève, devant Yannick Ponsero et Alban Préaubert.
N'ayant toujours pas récupéré le maximum de ses possibilités lors des championnats d'Europe de janvier 2008 à Zagreb, il perd son titre après avoir mis, entre autres, un genou à terre sur un triple Lutz. Il laisse la médaille d'or à Tomáš Verner et la deuxième place à Stéphane Lambiel pour se contenter de la médaille de bronze. Aux championnats du monde de mars 2008 à Göteborg, après un court où il chute sur le triple Lutz, Brian n'est que sixième. Il exécute le lendemain un libre excellent et se hisse à la seconde place derrière le canadien Jeffrey Buttle. Il perd son titre mondial mais redevient vice-champion du monde.

### Saison 2008/2009

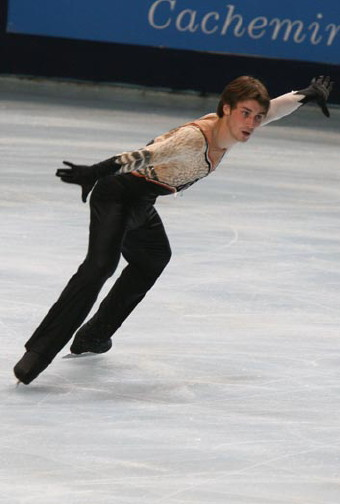
Brian Joubert au Trophée de France en novembre 2008

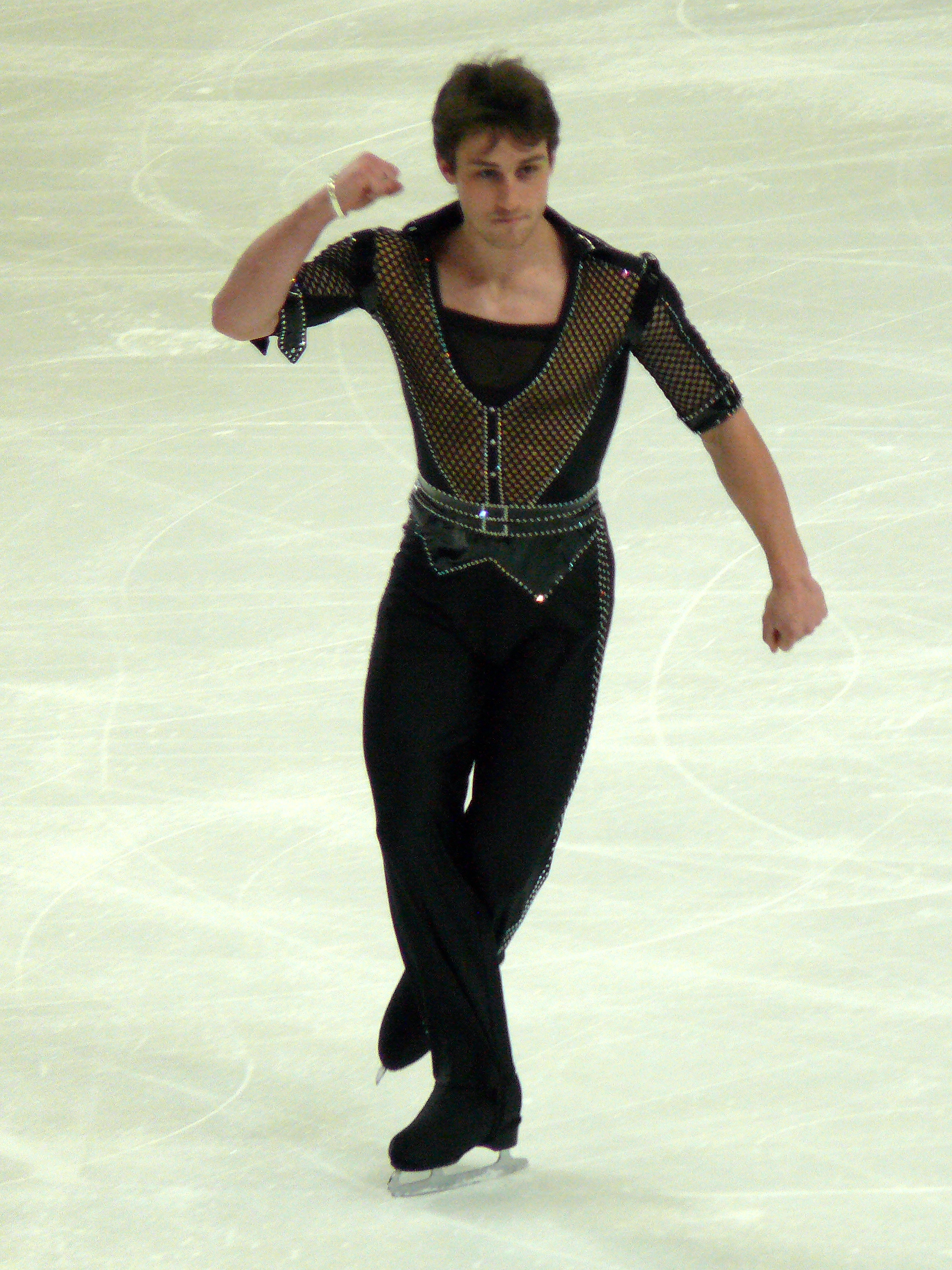
Brian Joubert aux championnats d'Europe de janvier 2009 à Helsinki

En 2008-2009, Brian change ses deux programmes : il patine sur Rise de Safri duo pour son programme court, et la musique du film Le dernier des Mohicans de Trevor Jones et Randy Edelman pour le programme long. Il se place second des Masters de patinage, battu par Alban Préaubert, et se place quatrième au Trophée Bompard mi-novembre. Une semaine après le Trophée Bompard, il gagne la Coupe de Russie. Qualifié pour la finale du grand-prix à Goyang en Corée du Sud, Brian se place troisième à l'issue du programme court mais doit déclarer forfait sur blessure pour le programme libre, s'étant fait mal au dos après avoir chuté lors d'une tentative de quadruple saut à l'entraînement. Une semaine plus tard aux championnats de France de Colmar, il ne peut défendre son titre national et doit encore déclarer forfait, ses blessures n'étant pas guéries. Il laisse échapper le titre à Yannick Ponsero.
N'étant pas en forme après ses problèmes de santé, Brian se présente aux championnats d'Europe de janvier 2009 à Helsinki. Trois semaines avant la compétition, il a complètement changé son programme libre du "dernier des Mohicans", et choisit de patiner sur la musique de Matrix Reloaded et Requiem for a Dream. Il réussit à conquérir un troisième titre européen. Deux mois plus tard, lors des championnats du monde de mars 2009 à Los Angeles, il mène la compétition en remportant le programme court, mais redescend à la troisième place, derrière Evan Lysacek et Patrick Chan, entre autres à cause d'une chute sur un double axel à la fin de son programme libre. Début avril, il annonce qu'il se sépare de son entraîneur Jean-Christophe Simond. Il déclare à son sujet: « Jean-Christophe a perdu confiance en moi. Les Jeux, il n'y croit pas. Quand j'ai eu des problèmes de matériel en début de saison, il disait que c'était dans ma tête ; la blessure au genou, il n'y a même pas cru ». C'est Laurent Depouilly qui redevient alors son nouvel entraîneur.
En avril, Brian participe à une nouvelle compétition organisée par l'ISU : le Trophée mondial par équipes. Il remporte le programme court, mais est de nouveau battu au programme libre, se classant 3e. Il termine donc 2e de la compétition des messieurs battu une nouvelle fois par le nouveau champion du monde américain Evan Lysacek. Il apporte ainsi onze points à l'équipe de France, et celle-ci se classe finalement 4e à la fin de la compétition derrière les États-Unis, le Canada et le Japon.

### Saison 2009/2010
En 2009-2010, Brian souhaite travailler avec Tatiana Tarasova pour chorégraphier ses programmes de la saison olympique, mais l'état de santé de Tatiana ne lui permet pas cette collaboration. Brian accepte alors de travailler avec les danseurs bulgares Albena Denkova et Maxim Staviski sur une idée de son entraîneur Laurent Depouilly et de son épouse Nathalie. Il conserve son programme court sur Rise de Safri duo et propose un nouveau programme long sur Ancient Land de Ronan Hardiman. Cette troisième saison olympique s'ouvre par les masters de patinage en septembre, où il ne se place que second derrière Florent Amodio. Au Trophée Bompard qui a lieu mi-octobre cette saison, Brian se classe quatrième avec des erreurs dans ses deux programmes. Il a notamment chuté deux fois de suite à ses deux quadruples sauts d'entrée du programme long (le boucle et le salchow). Début novembre, il réussit à renverser la vapeur et remporte, pour la première fois de sa carrière, le Trophée NHK. Il gagne le programme court avec une combinaison quadruple boucle piqué/triple boucle piqué, et devance également tous ses concurrents au programme libre. Cette victoire permet de laisser un impact plus favorable, auprès des juges, pour les jeux. Le 25 novembre, alors que Brian s'entraîne sur la  patinoire de Poitiers, celui-ci s'ouvre le pied droit avec la lame du patin gauche lors d'une tentative de triple lutz, nécessitant une intervention chirurgicale dès le lendemain. Il doit déclarer forfait pour la finale du grand-prix de début décembre au Japon où il était qualifié, ainsi que pour les championnats de France de mi-décembre à Marseille. C'est la deuxième année consécutive où il est absent des championnats nationaux.

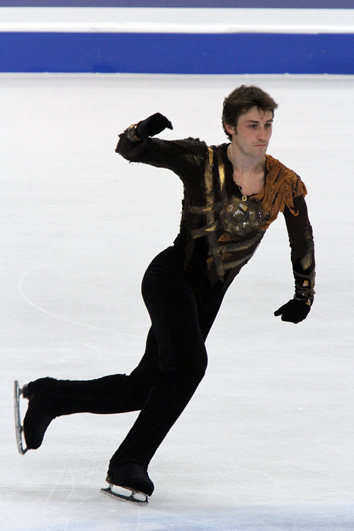
Brian Joubert aux championnats du monde de mars 2010 à Turin

Il revient à la compétition lors des championnats d'Europe de janvier 2010 à Tallinn, dernière compétition de préparation avant les jeux. Après un programme court où il améliore son record personnel à 88.55 points, il se classe à la seconde place provisoire, mais doit se contenter de la médaille de bronze après son programme libre, derrière le russe Evgeni Plushenko et le suisse Stéphane Lambiel qui effectuent leur retour à la compétition. Brian paye son manque de condition physique lors du libre à cause de sa blessure au pied droit qui lui a fait prendre du retard dans sa préparation olympique. Toutefois, il est à noter que Brian monte sur son neuvième podium européen consécutif, le premier datant des championnats d'Europe de 2002 à Lausanne.
Trois semaines plus tard, aux Jeux olympiques d'hiver de février 2010 à Vancouver, il retourne le quadruple boucle piqué d'entrée puis chute sur le triple lutz dans son programme court. Sur le kiss and cry, Brian déclare à ses entraîneurs : "Putain de Jeux olympiques de merde, j'y arriverai pas, j'y arriverai pas".. Classé dix-huitième à l'issue du programme court, il décide tout de même de patiner son programme long deux jours plus tard, sans réussir à remonter significativement dans le classement. Dès le début de son programme libre, il n'arrive pas à réaliser le quadruple boucle piqué et entache son programme de plusieurs erreurs techniques. Finalement, il ne remonte qu'à la seizième place et avoue avoir vécu un véritable cauchemar lors de ces JO sur la glace du Pacific Coliseum de Vancouver. Brian indique aux médias avoir commis "beaucoup d'erreurs" depuis le titre mondial remporté en mars 2007, ce qu'il « paie aujourd'hui en compétition ». Ces propos font suite aux critiques du président de la Fédération, Didier Gailhaguet, qui reprochait au champion français son manque de préparation olympique. Dans un entretien au journal L'Équipe[réf. souhaitée], Didier Gailhaguet dit : « Il bricole de manière artisanale à Poitiers, parce qu'on ne décroche pas une médaille olympique en se mettant à bosser deux mois avant les Jeux, parce qu'il ne veut pas partir bosser à l'étranger avec les meilleurs, parce que le niveau monte en qualité et en quantité sans attendre qu'il se décide à bosser en conséquence, parce qu'il n'est pas capable de bosser six heures par jour ».
Trois semaines plus tard, à la suite de sa contre-performance olympique, la fédération lui demande de passer un test de sélection, face à Yannick Ponsero et Alban Préaubert, pour savoir qui envoyer aux championnats du monde de mars 2010 à Turin. Cela fait huit ans que Brian n'a pas passé de test de sélection ! Il se rend donc le 15 mars à Bercy pour patiner avec Alban Préaubert, Yannick Ponsero étant absent, et réussit avec ses deux programmes à convaincre les représentants de la fédération de l'envoyer dans la capitale piémontaise une semaine plus tard. Après une compétition catastrophique aux Jeux, Brian ne va pas décevoir le choix de la fédération en patinant un programme court sans faute et un programme libre ponctué de deux quadruples boucles piqués. Brian se réhabilite donc à cette compétition en montant sur son sixième podium mondial, en obtenant une médaille de bronze derrière le japonais Daisuke Takahashi et le canadien Patrick Chan. Il réussit même à battre son record personnel avec 241.74 points (l'ancien record était de 240.85 points obtenu aux championnats du monde de 2007 à Tokyo lorsque Brian fut sacré champion du monde).

#### Controverse
Juste avant les Jeux olympiques de 2010, Brian a tenu des propos qualifiés d'homophobes par plusieurs magazines dont Têtu. Il dénonce le fait que le système de notation a progressivement évolué ces dernières années pour favoriser le facteur artistique de la prestation au détriment de la prise de risque : « Ce sont les Canadiens qui l’ont créé — le système de notation — pour favoriser les Nord-Américains en vue de Vancouver. Il faut savoir que leurs patineurs, souvent homosexuels, sont spécialisés dans le patinage efféminé. Du coup, certains sont passés de la 10e place au podium. » Il ajoute : « Certains patineurs ne nous aident pas. Ils sont efféminés et en rajoutent encore avec des frous-frous. Je me bats contre tous ces chichis, ça m’horripile. Pas étonnant ensuite qu’on passe tous pour des tatas ou des chochottes. »

### Saison 2010/2011
Pour cette saison post-olympique, Brian Joubert retravaille avec Véronique Guyon, son premier entraîneur de Poitiers. Les objectifs de la saison sont clairs : gagner toutes les compétitions comme lors de la saison 2006/2007 et notamment retrouver les titres européen et mondial. Cette saison, il choisit de patiner son programme court sur Malagueña, une musique de la BO de Il était une fois au Mexique... Desperado 2 de Brian Setzer, et pour la première fois sur de la musique classique pour son programme long sur la Symphonie no 9 de Ludwig van Beethoven. Début octobre, il remporte les masters de patinage, première compétition de la saison. En novembre, il ne prend que la 4e place de la Coupe de Chine, alors qu'il ambitionnait de gagner la seule compétition du Grand Prix ISU qui manque à son palmarès, puis doit abandonner après le programme court du Trophée Bompard en raison d'une gastro-entérite. En décembre, il remporte son septième titre national à Tours après deux forfaits à ces championnats lors des deux saisons précédentes.
Cette victoire le met en confiance pour les championnats d'Europe de janvier 2011 à Berne. Mais à la suite d'une chute sur le triple Lutz lors du programme court le relègue à la 7e place provisoire du classement européen. Ce saut lui pose des problèmes depuis qu'il s'est blessé au pied droit en février 2007 puis en novembre 2009. Néanmoins, deux jours plus tard il réussit à remporter le programme libre et remonte à la 2e place du classement définitif, derrière son compatriote Florent Amodio. Il ne remporte pas le quatrième titre européen qu'il visait, mais obtient toutefois sa dixième médaille européenne consécutive.
Il devait ensuite se rendre à Tokyo en mars pour participer aux championnats du monde 2011, mais le séisme du 11 mars 2011 de la côte Pacifique du Tōhoku oblige l'ISU à reporter la compétition en avril à Moscou. Et c'est dans la capitale russe que Brian Joubert, en ne prenant que la 8e place, descend du podium mondial qu'il n'avait pas quitté depuis 2006 à Calgary.

### Saison 2011/2012

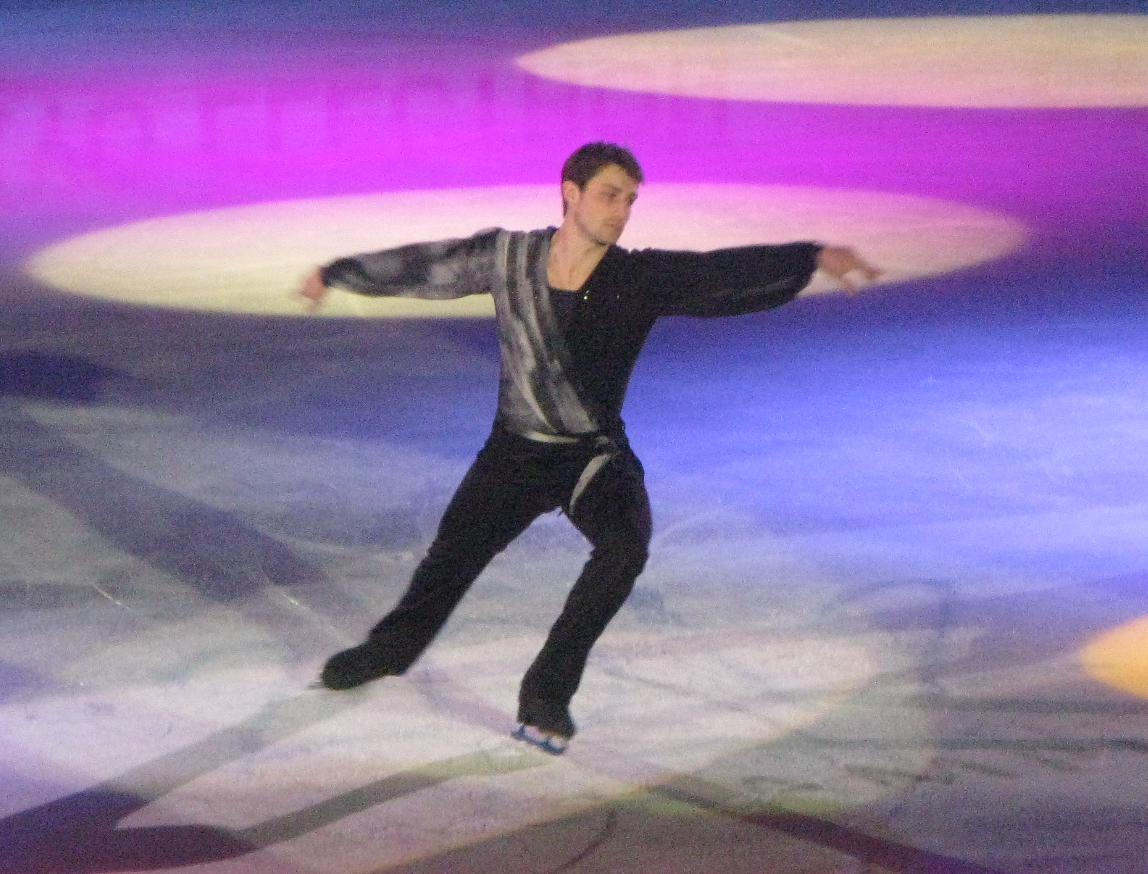
championnats du monde de 2012.

Il choisit de patiner son programme court sur la musique électronique Genesis du groupe Justice et sur Clubbed to Death de Rob Dougan, extrait de la BO du film Matrix. Début octobre, pour commencer la saison, il doit laisser la victoire au masters de patinage à Florent Amodio. Le 27 octobre, il se blesse aux lombaires lors d'une pirouette à l'entraînement, l'obligeant à déclarer forfait successivement pour la Coupe de Chine et le Trophée Bompard. Néanmoins, deux mois plus tard, il est présent aux championnats de France à Dammarie-lès-Lys et remporte son 8e titre national.
Lors des championnats d'Europe de janvier 2012 à Sheffield, il ne monte pas sur le podium pour la première fois depuis dix ans. Il se contente de la 8e place européenne après plusieurs erreurs techniques dans ses deux programmes. Deux mois plus tard aux championnats du monde de mars 2012 à Nice, il remonte à la 4e place mondiale et bat ses records personnels de programme libre (161.11) et du total des compétitions (244.58).
Il a annoncé après les mondiaux qu'il souhaitait poursuivre sa carrière au moins jusqu'aux Jeux olympiques d'hiver de 2014 à Sotchi.

### Saison 2012/2013
Pour cette pré-saison olympique, Brian reprend le programme court de l'an passé et prend la BO du film Inception d'Hans Zimmer pour son programme long. Son lieu d'entraînement, la patinoire municipale de Poitiers, fermant ses portes pendant un an pour cause de réfection à partir du mois de juillet, Brian doit quitter son entraîneur poitevin Véronique Guyon, et est rapatrié à Paris pour travailler aux côtés d'Annick Dumont à la patinoire de Champigny-sur-Marne. Il a déclaré s'adonner à une préparation physique générale pour la première fois de sa carrière (streching, assouplissements, musculation). Il reçoit également les conseils d'un professeur de danse sur glace. Le début de saison est assez laborieux ; deuxième des masters de patinage, abandon à la Coupe de Chine après un programme court raté, et 4e au Trophée Bompard.
Début décembre il quitte Annick Dumont, n'ayant pas trouvé de stabilité à Champigny, et prend la direction de la patinoire de La Roche-sur-Yon pour s'entraîner seul. Il annonce mi-décembre qu'il abandonne la BO d'Inception de son programme libre pour la BO de Gladiator d'Hans Zimmer, et déclare forfait pour les championnats de France à Strasbourg à cause d'une grippe qui semble être plus diplomatique que virale. Se rendant rapidement compte que s'entraîner seul n'est pas une bonne solution dans l'optique des championnats européens qui arrivent, il revient dès janvier sur Paris pour s'entraîner avec Katia Krier à la patinoire Sonja-Henie.
Loin d’être prêt pour les championnats d'Europe de janvier 2013 à Zagreb, Brian Joubert n’a pas souhaité y renoncer. Il réalise notamment un très bon programme court sans faute, mais manque indéniablement de préparation pour son programme libre avec deux triples sauts ratés. Il se classe au pied du podium derrière l'espagnol Javier Fernández, son compatriote Florent Amodio et le tchèque Michal Brezina. Lors des championnats du monde de mars 2013 à London, il rétrograde de cinq places mondiales en ne se classant que 9e.

### Saison 2013/2014
Pour cette saison olympique, Brian Joubert retrouve le 30 septembre 2013 sa patinoire de Poitiers et son entraîneur initial Véronique Guyon. Il déclare forfait pour les masters d'Orléans en raison de son retard dans sa préparation olympique. À la suite de ce forfait, le président de la FFSG Didier Gailhaguet l'empêche de participer au Skate America en octobre, et Brian décide de déclarer également forfait pour la Coupe de Russie de novembre.
Après plusieurs changements, Brian décide de patiner son programme court sur Oblivion Tango et le Concerto Para Quinteto d'Astor Piazzolla et son programme long sur la musique classique du Concerto d'Aranjuez de Joaquín Rodrigo. Sa première compétition est le championnat de France à Vaujany en décembre où il se classe 2e derrière Florent Amodio à seulement 1 point et demi. Il change son programme court avant les championnats d'Europe de janvier 2014 à Budapest, et choisit Mutation du Cirque du Soleil. C'est un retour aux sources pour Brian puisqu'il a remporté son premier titre européen dans cette patinoire hongroise dix ans plus tôt. Avec deux chutes lors du programme court, il ne peut décrocher que la 8e place européenne, meilleur classement français de la compétition masculine toutefois.
Lors des Jeux olympiques d'hiver de février 2014 à Sotchi, Brian confirme sa volonté d’arrêter sa carrière. Ce sera donc son ultime compétition. Il doit d'abord participer à la compétition par équipes, mais son coéquipier Florent Amodio qui a patiné le programme court ne se classe que 6e ce qui exclut la France du programme long. Brian qui devait patiner celui-ci doit alors se concentrer sur la compétition individuelle qui doit avoir lieu quelques jours plus tard. C'est un Brian Joubert en fin de carrière qui participe à ces Jeux, sept ans après son titre mondial à Tokyo. N'étant plus au sommet de sa carrière sportive, il se classe 13e de ses derniers Jeux avec l'esprit du devoir accompli en réalisant deux programmes corrects. 7e du programme court à un point de la médaille de bronze après avoir réalisé les principales difficultés (combinaison quadruple boucle piqué/triple boucle piqué, triple axel et triple lutz), il se bat tout autant lors du programme libre où il ne chute pas (14e du long avec comme principales difficultés un quadruple boucle piqué, une combinaison quadruple boucle piqué/double boucle piqué et un triple axel).
Après les Jeux de Sotchi, il confirme son arrêt des compétitions amateures et qu'il ne participera donc pas aux championnats du monde de mars 2014 à Saitama.

## Reconversion
Brian Joubert consacre le printemps 2014 à faire des galas de patinage (tournée de l'équipe de France...). Il fait également des essais de patinage en couple et songe d'abord patiner avec l'italienne Valentina Marchei. Celle-ci ayant choisi finalement son compatriote Ondřej Hotárek, il fait des essais avec la russe Katarina Gerboldt au cours de l'été 2014, sous la supervision d'Oleg Vassiliev.
À l'automne 2014, il participe à la cinquième saison de l'émission Danse avec les stars sur TF1, aux côtés de la danseuse Katrina Patchett, et termine troisième de la compétition.
Le patineur se produit en 2017 en Corée du Nord au festival international de Paektusan, évènement organisé chaque année en mémoire de Kim Jong-Il.
Brian Joubert entraîne les patineurs Sammy Hammi, Léa Serna, Xan Rols, Joshua Rols, Tigane Kiam, Adam Siao, Frandsen Elisa

## Vie personnelle

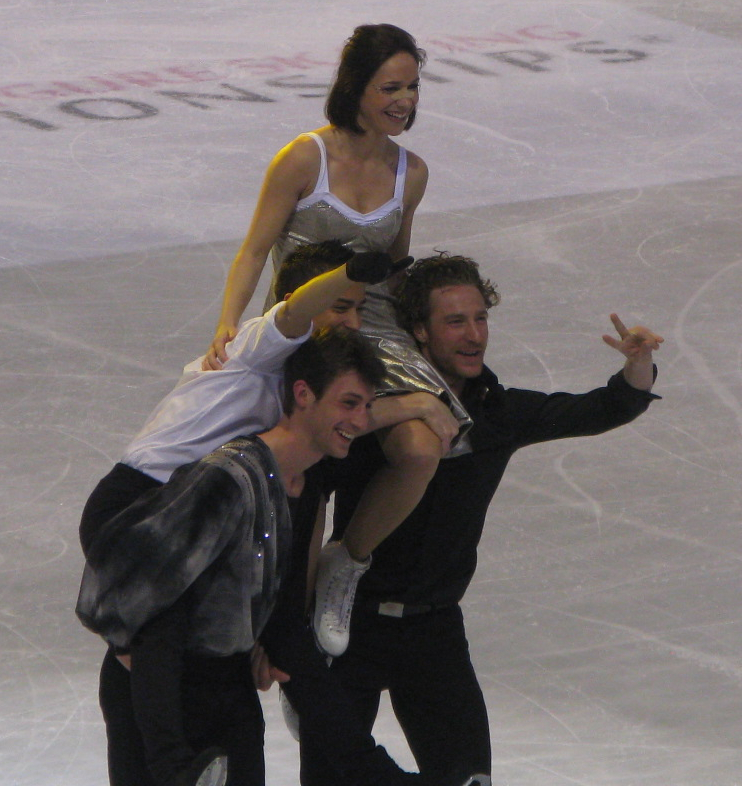
Brian Joubert avec ses comparses de l'équipe de France.

- En 2004, il participe au jeu télévisé et sportif Fort Boyard sur France 2, et réitérera en 2007, 2008 et 2012[15].
- En 2004, il entretient une relation avec Lætitia Bléger, Miss France 2004, avec qui il fait des photographies people lors d'un voyage à New York en janvier 2005. Ils rompent un mois plus tard. En mai, Lætitia s'exprime dans deux magazines people, Ici Paris et Entrevue, dans lesquels elle a des mots très durs contre Brian : « J'ai tout donné à Brian et en retour je n'ai rien reçu. Je l'ai aimé trop vite » ; « J'étais amoureuse mais il a utilisé ma notoriété à des fins personnelles, pour faire croire qu'il sortait avec des filles ». Elle confirme ensuite ses propos dans l'émission Tout le monde en parle de Thierry Ardisson à la télévision. Brian intente alors dans la foulée un procès contre les deux maisons d'édition des magazines et contre son ex compagne, en demandant des dommages et intérêts pour « propos diffamatoires » et « atteinte à sa vie privée ». Il faut attendre le 14 mars 2007 pour que le Tribunal de grande instance de Paris rende son jugement. Celui-ci reconnaît l'atteinte à la vie privée mais rejette l'atteinte en diffamation. Lætitia Bléger et les deux magazines sont condamnés à verser un total de 17 000 euros de dommages et intérêts et l'un des magazines doit publier la décision du tribunal.
- Le 13 mars 2006 paraît la première biographie de Brian Joubert, « Le feu sur la glace », avec une préface d'Alain Calmat. Il n'a alors que vingt-et-un ans. Il y raconte son parcours jusqu'aux Jeux olympiques d'hiver de 2006 à Turin, avec des passages consacrés à sa famille, ses amis et ses adversaires, ses joies et ses déceptions. On peut y lire un commentaire de Mahyar Monshipour, boxeur et ami de Brian, sur la quatrième de couverture : « Cet ouvrage reflète bien le Brian que je connais : un garçon honnête, toujours avenant et disponible, un combattant né et un homme de défi avec de grandes ambitions qui, j'en suis sûr, le mèneront très loin... ».
- Alors qu'il sort d'une relation assez mouvementée avec Laëtitia Bléger, Brian commence à flirter avec la patineuse italienne Valentina Marchei dès 2005. Très vite séparés par leurs lieux d'entraînement respectifs, Brian étant à Poitiers et Valentina à Milan, ils se retrouvent en 2007 lors d'un stage d'été à Courchevel. Malgré l'apprentissage du français par Valentina pour mieux communiquer avec Brian, les deux patineurs décident de mettre un terme à leur relation à l'été 2008.
- En janvier 2014, il apporte son soutien à la liste conduite par le socialiste Alain Claeys à l'occasion des élections municipales de mars 2014 à Poitiers[16].

## Entraîneurs
| Années                         | Entraîneurs            | Pays   |
| ------------------------------ | ---------------------- | ------ |
| Jusqu'en octobre 2003          | Véronique Guyon        | France |
| Octobre 2003 - décembre 2004   | Laurent Depouilly      | France |
| Janvier 2005 - juin 2005       | Véronique Guyon        | France |
| Juin 2005 - juillet 2006       | Andrei Berezintsev     | Russie |
| Septembre 2006 - mars 2009     | Jean-Christophe Simond | France |
| Avril 2009 - mai 2010          | Laurent Depouilly      | France |
| Septembre 2010 - juillet 2012  | Véronique Guyon        | France |
| Septembre 2012 - décembre 2012 | Annick Dumont          | France |
| Janvier 2013 - septembre 2013  | Katia Krier            | France |
| Septembre 2013 - février 2014  | Véronique Guyon        | France |

## Palmarès
| Compétition                        | 2000    | 2001    | 2002    | 2003    | 2004    | 2005    | 2006    | 2007    | 2008    | 2009    | 2010    | 2011    | 2012    | 2013    | 2014    |
| Jeux olympiques d'hiver            |         |         | 14e     |         |         |         | 6e      |         |         |         | 16e     |         |         |         | 13e     |
| Championnats du monde              |         |         | 13e     | 6e      | 2e      | 6e      | 2e      | 1er     | 2e      | 3e      | 3e      | 8e      | 4e      | 9e      |         |
| Championnats d’Europe              |         |         | 3e      | 2e      | 1er     | 2e      | 3e      | 1er     | 3e      | 1er     | 3e      | 2e      | 8e      | 4e      | 8e      |
| Championnats de France             | 10e     | 14e     | 3e      | 1er     | 1er     | 1er     | 1er     | 1er     | 1er     | F       | F       | 1er     | 1er     | F       | 2e      |
| Championnats du monde juniors      | 15e     |         |         |         |         |         |         |         |         |         |         |         |         |         |         |
|                                    |         |         |         |         |         |         |         |         |         |         |         |         |         |         |         |
| Grand Prix ISU                     | 1999/00 | 2000/01 | 2001/02 | 2002/03 | 2003/04 | 2004/05 | 2005/06 | 2006/07 | 2007/08 | 2008/09 | 2009/10 | 2010/11 | 2011/12 | 2012/13 | 2013/14 |
| Finale du Grand Prix               |         |         |         | 3e      |         | 5e      |         | 1er     |         | A       | F       |         |         |         |         |
| Skate America                      |         |         | 9e      | 1er     |         | 1er     | 3e      |         |         |         |         |         |         |         | F       |
| Skate Canada                       |         |         |         |         |         |         |         |         | 1er     |         |         |         |         |         |         |
| Coupe de Chine                     |         |         |         |         | 2e      |         |         |         |         |         |         | 4e      | F       | A       |         |
| Trophée de France                  |         |         |         | 5e      | 4e      | 2e      | 2e      | 1er     | F       | 4e      | 4e      | A       | F       | 4e      |         |
| Coupe de Russie                    |         |         |         |         |         |         |         | 1er     |         | 1er     |         |         |         |         | F       |
| Trophée NHK                        |         |         |         |         | 4e      |         |         |         |         |         | 1er     |         |         |         |         |
| Légende : F= Forfait ; A = Abandon |         |         |         |         |         |         |         |         |         |         |         |         |         |         |         |

## Musiques
- Saison 2001-2002 :

Programme court : Mexican Hat Dance
Programme libre : The Mission (Ennio Morricone)
Exhibitions : L'Aigle Noir (Florent Pagny) ; Les Lacs du Connemara (Michel Sardou)
- Saison 2002-2003 :

Programme court : Time (Pink Floyd)
Programme libre : Les Incorruptibles (Ennio Morricone)
Nouvelles Exhibitions : SOS d'un terrien en détresse (Starmania) ; Quelques Cris (Johnny Hallyday) ; Quoi ma gueule ? (Johnny Hallyday) ; J'ai demandé à la lune (Indochine) ; Nos Différences (Eve Angeli)
- Saison 2003-2004 :

Programme court : Time (Pink Floyd)
Programme libre : The Matrix
Nouvelles Exhibitions : On se retrouvera (Francis Lalanne) ; Love's divine (Seal) ; Lettre à France (Michel Polnareff) ; Ces soirées-là (Yannick) ; Cry of the Celts (Lord of the Dance)
- Saison 2004-2005 :

Programme court : BMG
Programme libre : 1492 Christophe Colomb
Nouvelles Exhibitions : Lord of the Dance ; Carusso (Andrea Bocelli)
- Saison 2005-2006 :

Programme court : James Bond (Die Another Day Soundtrack)
Programme libre : Lord of the Dance ; The Matrix
Nouvelles Exhibitions : Daftpunk ; Le roi soleil (Emmanuel Moire)
- Saison 2006-2007 :

Programme court : James Bond (Die Another Day Soundtrack )
Programme libre : Apocalyptica plays Metallica/Romeo + Juliet Soundtrack
Nouvelles Exhibitions : Don't Give Up (Josh Groban) ; Armonia (Sébastien Damiani) ; Tu aurais du me dire (Tina Arena) ; Daftpunk ; Elvis, Love Is All.
- Saison 2007-2008 :

Programme court : All for you (Sébastien Damiani)
Programme libre : Apocalyptica plays Metallica/Romeo + Juliet Soundtrack
Nouvelles Exhibitions : Clocks (Coldplay) ; Rise (Safri Duo) ; Le Patineur (Lââm)
- Saison 2008-2009 :

Programme court : Rise (Safri Duo)
Programme libre : Le dernier des Mohicans ; The Matrix Reloaded/Requiem for a Dream
Nouvelles Exhibitions : Madeleine (Jacques Brel) ; Hallelujah (Rufus Wainwright) ; I'm Yours (Jason Mraz) ; Bis: Sandstorm (Darude)
- Saison 2009-2010 :

Programme court : Rise (Safri Duo)
Programme libre : Ancient Land (Ronan Hardiman, arrangé par Maxime Rodriguez)
Nouvelles Exhibitions : Le Patineur (Julien Clerc) ; Infinity (Guru Josh Project) ; Sandstorm (Darude) ; Merci (Grégoire) ; Assasymphonie - Mozart, l'Opéra Rock (Florent Mothe)
- Saison 2010-2011 :

Programme court : Malagueña de la BO de Il était une fois au Mexique... Desperado 2 (Brian Setzer)
Programme libre : Symphonie no 9 (Ludwig van Beethoven)
Nouvelles Exhibitions : Aerodynamic (Daft Punk) ; Little Love (AaRON) ; C'est bientôt la fin - Mozart, l'Opéra Rock ; Bis: I Gotta Feeling - (The Black Eyed Peas)
- Saison 2011-2012 :

Programme court : Genesis (Justice) ; Genesis (Justice)/Aerodynamic (Daft Punk)
Programme libre : Clubbed to Death, extrait de la BO de Matrix (Rob Dougan)
Nouvelles Exhibitions : Little Love (AaRON) ; S.O.S. D'un Terrien En Detresse (Grégory Lemarchal) ; Ça Ira Mon Amour (1789 Les amants de la bastille) ; Assasymphonie - Mozart, l'Opéra Rock (Florent Mothe) ; An freij de an neo era (Luc Arbogast)
- Saison 2012-2013 :

Programme court : Genesis (Justice) ; Genesis (Justice)/Aerodynamic (Daft Punk)
Programme libre : Inception (Hans Zimmer) ; Gladiator (Hans Zimmer)
- Saison 2013-2014 :

Programme court : Oblivion Tango et Concerto Para Quinteto (Astor Piazzolla) ; Mutation (Cirque du Soleil)
Programme long : Concerto d'Aranjuez (Joaquín Rodrigo)

## Galerie d'images de podium

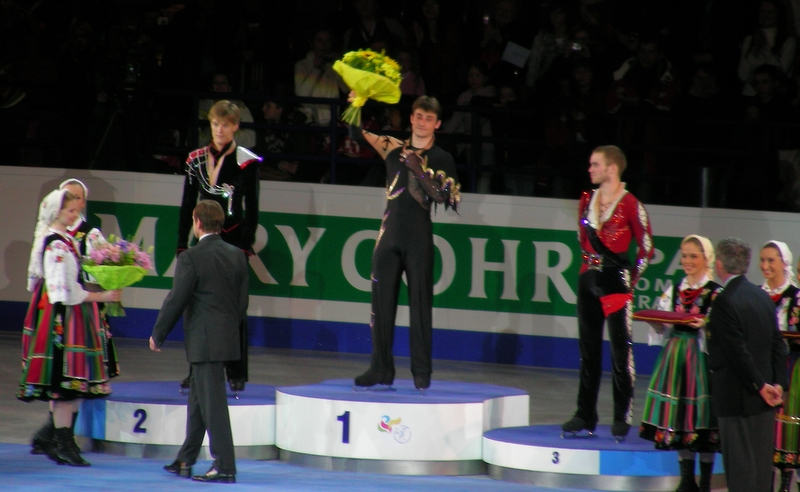
Podium des championnats d'Europe 2007 à Varsovie avec Tomáš Verner et Kevin Van Der Perren
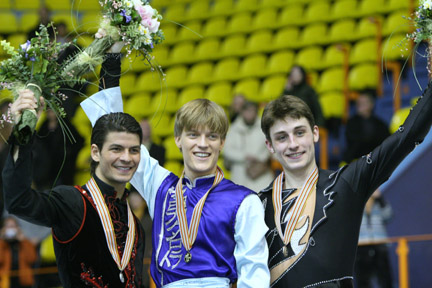
Podium des championnats d'Europe 2008 à Zagreb avec Tomáš Verner et Stéphane Lambiel
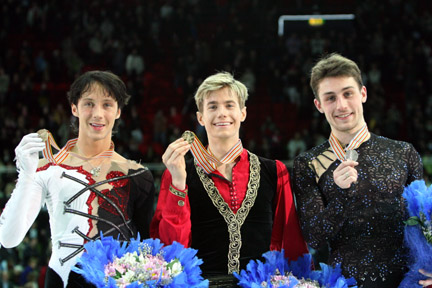
Podium des championnats du monde 2008 à Göteborg avec Jeffrey Buttle et Johnny Weir
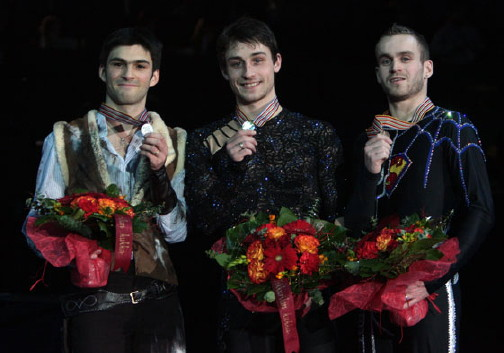
Podium des championnats d'Europe 2009 à Helsinki avec Samuel Contesti et Kevin Van Der Perren
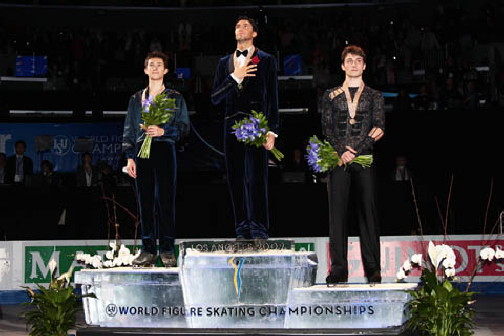
Podium des championnats du monde 2009 à Los Angeles avec Evan Lysacek et Patrick Chan
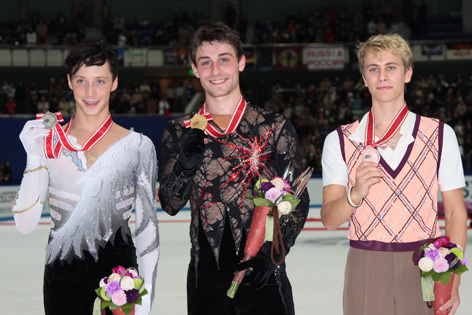
Podium du Trophée NHK 2009 avec Johnny Weir et Michal Brezina
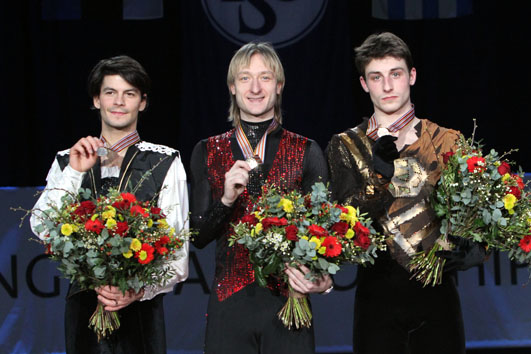
Podium des championnats d'Europe 2010 à Tallinn avec Evgeni Plushenko et Stéphane Lambiel
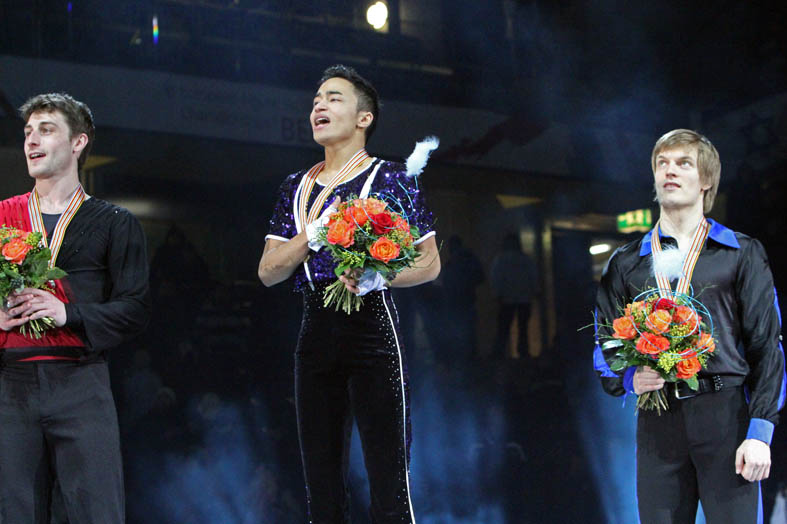
Podium des championnats d'Europe 2011 à Berne avec Florent Amodio et Tomáš Verner

## Récompenses et décorations
- Prix François Lafon de l'Académie des sports (2003)
- Prix de la ville de Paris de l'Académie des sports (2007)
- Prix spécial du Sénat des Trophées du Sport (2007)

## Filmographie

### Courts métrages
- 2012 : Brisons la glace (pilote) : Mike

### Documentaire
- 2004-2006 : Eisfieber (l'Allemagne)
- 2007 : Les Trophées Orange Sports TV, Orange Sports TV
- 2008 : Un Jour Avec... Brian Joubert, L'Équipe TV
- 2009 : Plein phare, Orange Sports TV
- 2009 : Pop Star on Ice, les États-Unis
- 2009 : Breaking the Ice: Brian Joubert, Eurosport
- 2010 : Be Good Johnny Weir, les États-Unis
- 2010 : The Miracle Body 2, le Japon
- 2010 : Kings of ice. Behind the scenes (Короли льда. Закулисье), La Russie

### Télévision
- 2002-2014 : Tout le sport, Stade 2
- 2004, 2007, 2008, 2012 : Fort Boyard : candidat
- 2005 : Plus près des artistes, l'intégrale : invité
- 2005 :  Vivement dimanche : invité (avec Philippe Candeloro)
- 2006 : On ne peut pas plaire à tout le monde : invité
- 2006 : La Méthode Cauet : invité
- 2006 : On a tout essayé : invité
- 2006 : Village départ : invité
- 2007 : T'empêches tout le monde de dormir : invité
- 2007, 2014 : Le Grand Journal & La Boîte à Questions : invité
- 2008 : Tenue de soirée : participant
- 2009 : Mot de passe : invité
- 2011 : Tous ensemble : invité
- 2012 : L'Agenda du sport (13h avec vous en Poitou-Charentes) : invité
- 2012 : Midi en France : invité
- 2013 : Génération Champions (Léman Bleu Télévision, La Suisse) : invité
- 2013 : Cap Info (téléGrenoble Isère) : invité
- 2014 : Midi en Guadeloupe, la suite (Guadeloupe 1re) : invité
- 2014 : Saison 5 de Danse avec les stars : finaliste (troisième place), en duo avec la danseuse Katrina Patchett
- 2015 : Lauriers TV Awards : candidat du prix de la "meilleure personnalité masculine participant à un divertissement" avec la danseuse Katrina Patchett (pour Danse avec les stars)
- 2015 : Toute une histoire : invité[17]